# Saison 1960-1961 des Celtics de Boston
La saison 1960-1961 des Celtics de Boston est la 15e saison de basket-ball de la franchise américaine de la National Basketball Association (généralement désignée par le sigle NBA).
Les Celtics jouent toutes leurs rencontres à domicile au Boston Garden. Entraînée par Red Auerbach, l'équipe réussit à terminer en tête de la saison régulière de la Division Est.
Les Celtics gagnent leur 4e titre NBA (et le 3e consécutif) en battant en finale les Hawks de Saint-Louis quatre victoires à une.

## Historique

### Draft
| Tour | Choix | Joueur       | Poste | Nationalité | Provenance |
| ---- | ----- | ------------ | ----- | ----------- | ---------- |
| 1    | 8     | Tom Sanders  | F     | États-Unis  | NYU        |
| 2    | 16    | Leroy Wright | F     | États-Unis  | Pacific    |

### All-Star Game
Le NBA All-Star Game 1961 s'est déroulé le 17 janvier 1961 au Onondaga County War Memorial Coliseum de Syracuse. trois joueurs des Celtics sont sélectionnés : pour la quatrième fois consécutives Bob Cousy et Bill Russell et pour la première fois Tom Heinsohn. Les All-Star de l'Ouest ont battu les All-Star de l'Est 153-131.

### Saison régulière
| Division Est             | V  | D  | PCT  | GB | Dom   | Ext   | N     | Div   |
| ------------------------ | -- | -- | ---- | -- | ----- | ----- | ----- | ----- |
| Celtics de Boston        | 57 | 22 | .722 | -  | 21-7  | 24-11 | 12-4  | 28-11 |
| Warriors de Philadelphie | 46 | 33 | .582 | 11 | 23-6  | 12-21 | 11-6  | 22-17 |
| Nationals de Syracuse    | 38 | 41 | .481 | 19 | 19-9  | 8-21  | 11-11 | 18-21 |
| Knicks de New York       | 21 | 58 | .266 | 36 | 10-22 | 7-25  | 4-11  | 10-29 |

### Playoffs
|  | Demi-finales de Division | Demi-finales de Division | Demi-finales de Division |                    |   | Finales de Division | Finales de Division | Finales de Division |  |  | Finales NBA | Finales NBA    | Finales NBA |
|  |                          |                          |                          |                    |   |                     |                     |                     |  |  |             |                |             |
|  |                          |                          |                          |                    |   |                     |                     |                     |  |  |             |                |             |
|  |                          | 1                        | Boston Celtics           | 4                  |   |                     |                     |                     |  |  |             |                |             |
|  | Division Est             | 1                        | Boston Celtics           | 4                  |   |                     |                     |                     |  |  |             |                |             |
|  |                          |                          | 3                        | Syracuse Nationals | 1 |                     |                     |                     |  |  |             |                |             |
|  | 3                        | Syracuse Nationals       | 3                        | Syracuse Nationals | 1 | 3                   |                     |                     |  |  |             |                |             |
|  | 3                        | Syracuse Nationals       |                          |                    |   | 3                   |                     |                     |  |  |             |                |             |
|  | 2                        | Philadelphia Warriors    | 0                        |                    |   |                     |                     |                     |  |  |             |                |             |
|  |                          |                          |                          |                    |   |                     |                     |                     |  |  | E1          | Boston Celtics | 4           |
|  |                          |                          | O1                       | Saint-Louis Hawks  | 1 |                     |                     |                     |  |  |             |                |             |
|  |                          |                          |                          |                    |   |                     |                     |                     |  |  |             |                |             |
|  |                          |                          |                          |                    |   |                     |                     |                     |  |  |             |                |             |
|  |                          | 1                        | Saint-Louis Hawks        | 4                  |   |                     |                     |                     |  |  |             |                |             |
|  | Division Ouest           | 1                        | Saint-Louis Hawks        | 4                  |   |                     |                     |                     |  |  |             |                |             |
|  |                          |                          | 2                        | Los Angeles Lakers | 3 |                     |                     |                     |  |  |             |                |             |
|  | 3                        | Detroit Pistons          | 2                        | Los Angeles Lakers | 3 | 2                   |                     |                     |  |  |             |                |             |
|  | 3                        | Detroit Pistons          |                          |                    |   | 2                   |                     |                     |  |  |             |                |             |
|  | 2                        | Los Angeles Lakers       | 3                        |                    |   |                     |                     |                     |  |  |             |                |             |

#### Finale de Division Est
- Celtics de Boston - Nationals de Syracuse 4-1
  - 19 mars : Syracuse - Boston 115-128[2]
  - 21 mars : Boston  - Syracuse 98-115[3]
  - 23 mars : Syracuse - Boston 110-133[4]
  - 25 mars : Boston - Syracuse 120-107[5]
  - 26 mars : Syracuse - Boston 101-123[6]

#### Finales NBA
- Celtics de Boston - Hawks de Saint-Louis 4-1
  - 2 avril : Saint-Louis - Boston 95-129[7]
  - 5 avril : Saint-Louis - Boston 108-116[8]
  - 8 avril : Boston - Saint-Louis 120-124[9]
  - 9 avril : Boston - Saint-Louis 119-104[10]
  - 11 avril : Saint-Louis - Boston 112-121[11]

## Effectif
| Pos. | Cinq de Départ | Banc          | Réserve       | Inactifs |
| ---- | -------------- | ------------- | ------------- | -------- |
| Pi   | Bill Russell   | Gene Conley   |               |          |
| AiF  | Tom Heinsohn   | Satch Sanders |               |          |
| Ai   | Jim Loscutoff  | Frank Ramsey  | Gene Guarilia |          |
| Ar   | Bill Sharman   | Sam Jones     |               |          |
| Me   | Bob Cousy      | K.C. Jones    |               |          |

## Statistiques

### Saison régulière
| Joueur        | Matchs | Min./m. | % Tir | % LF | Rbds/m. | Pass/m. | Pts/m. |
| ------------- | ------ | ------- | ----- | ---- | ------- | ------- | ------ |
| Gene Conley   | 75     | 16.6    | .370  | .693 | 7.3     | 0.5     | 6.3    |
| Bob Cousy     | 76     | 32.5    | .371  | .779 | 4.4     | 7.7     | 18.1   |
| Gene Guarilia | 25     | 8.4     | .404  | .300 | 2.8     | 0.2     | 3.2    |
| Tom Heinsohn  | 74     | 30.5    | .400  | .767 | 9.9     | 1.9     | 21.3   |
| K.C. Jones    | 78     | 20.6    | .338  | .664 | 3.6     | 3.2     | 7.6    |
| Sam Jones     | 78     | 26.0    | .449  | .787 | 5.4     | 2.8     | 15.0   |
| Jim Loscutoff | 76     | 15.2    | .301  | .645 | 3.8     | 0.3     | 4.4    |
| Frank Ramsey  | 79     | 25.6    | .407  | .833 | 5.5     | 1.8     | 15.1   |
| Bill Russell  | 78     | 44.3    | .426  | .550 | 23.9    | 3.4     | 16.9   |
| Tom Sanders   | 68     | 15.9    | .420  | .670 | 5.7     | 0.6     | 5.3    |
| Bill Sharman  | 61     | 25.2    | .422  | .921 | 3.7     | 2.4     | 16.0   |

### Playoffs
| Joueur        | Matchs | Min./m. | % Tir | % LF | Rbds/m. | Pass/m. | Pts/m. |
| ------------- | ------ | ------- | ----- | ---- | ------- | ------- | ------ |
| Gene Conley   | 9      | 6.2     | .364  | .583 | 3.4     | 0.1     | 3.4    |
| Bob Cousy     | 10     | 33.7    | .340  | .761 | 4.3     | 9.1     | 16.7   |
| Tom Heinsohn  | 10     | 29.1    | .408  | .767 | 9.9     | 2.0     | 19.7   |
| K.C. Jones    | 9      | 11.4    | .300  | .500 | 2.1     | 1.7     | 2.8    |
| Sam Jones     | 10     | 25.8    | .446  | .886 | 5.4     | 2.2     | 13.1   |
| Jim Loscutoff | 10     | 11.6    | .278  | .778 | 3.5     | 0.3     | 3.7    |
| Frank Ramsey  | 10     | 30.0    | .404  | .813 | 6.4     | 2.3     | 17.1   |
| Bill Russell  | 10     | 46.2    | .427  | .523 | 29.9    | 4.8     | 19.1   |
| Tom Sanders   | 10     | 21.6    | .493  | .625 | 8.4     | 0.7     | 8.9    |
| Bill Sharman  | 10     | 26.1    | .511  | .889 | 2.7     | 1.7     | 16.8   |

## Récompenses
- Bill Russell, NBA Most Valuable Player[12]
- Bob Cousy, All-NBA First Team (pour la dixième fois en All-NBA Team)
- Bill Russell, All-NBA Second Team (pour la quatrième fois en  All-NBA Team)
- Tom Heinsohn, All-NBA Second Team